# Nymphon longicaudatum
Nymphon longicaudatum är en havsspindelart som beskrevs av Carpenter, G.H. 1904. Nymphon longicaudatum ingår i släktet Nymphon och familjen Nymphonidae. Inga underarter finns listade i Catalogue of Life.